# Нивен, Айвен
Айвен Нивен (англ. Ivan Morton Niven; 1915—1999) — канадско-американский математик, специалист в теории чисел.

## Биография
Родился 25 октября 1915 года в Ванкувере.
Обучался в Университете Британской Колумбии (Канада), докторскую степень получил в 1938 году в Чикагском университете (США). С 1947 года и до выхода на пенсию в 1981 году работал в Орегонском университете. Здесь же в 1981 году получил премию Oregon’s Charles E. Johnson Award.
В 1983—1984 годах Нивен был президентом Ассоциации математиков Америки, получив в 1989 году премию ассоциации — MAA Distinguished Service Award.
Был редактором журнала «Американский математический ежемесячник», рассчитанного на учителей и широкие круги любителей математики, а также председателем издательского комитета исследовательской группы по школьной математике Американского математического общества.
Является автором доказательства иррациональности числа Пи, одного из, которое носит его имя -- доказательство Нивена.
Умер 9 мая 1999 года в Юджине, штат Орегон.
В 2000 году в честь Айвена Нивена был назван астероид 12513 Niven, открытый в 1998 году.
Ему принадлежит выражение: Математику нельзя изучать, наблюдая, как это делает другой! (Mathematics cannot be learned by watching the other fellow do it![2])